# Désirs de bonheur
Pour les articles homonymes, voir Time Out of Mind (homonymie).
Pour plus de détails, voir Fiche technique et Distribution.
Désirs de bonheur (Time Out of Mind) est un film américain réalisé par Robert Siodmak, sorti en 1947.

## Synopsis
Le fils d'une riche famille du Maine choque ses proches en annonçant qu'il veut poursuivre une carrière dans la musique.

## Fiche technique
- Titre original : Time Out of Mind
- Titre français : Désirs de bonheur (Belgique)
- Réalisation : Robert Siodmak
- Scénario : Abem Finkel et Arnold Phillips, d'après un roman de Rachel Field
- Direction artistique : John DeCuir et Bernard Herzbrun
- Photographie : Maury Gertsman
- Montage : Ted J. Kent
- Musique : Mario Castelnuovo-Tedesco
- Société de production : Universal International Pictures
- Société de distribution : Universal Pictures
- Pays de production :  États-Unis
- Langue : anglais
- Format : noir et blanc – 35 mm – 1,37:1 – mono (Western Electric Recording)
- Genre : drame
- Durée : 88 minutes
- Date de sortie : 
  - États-Unis : 3 mai 1947

## Distribution
- Phyllis Calvert : Kate Fernald
- Robert Hutton : Christopher Fortune
- Ella Raines : Clarissa 'Rissa' Fortune
- Eddie Albert : Jake Bullard
- John Harmon : Morelli
- Leo G. Carroll : Capt. Fortune
- Helena Carter : Dora Drake
- John Abbott : Max Leiberman
- Henry Stephenson : Wellington Drake
- Olive Blakeney : Mrs. Fernald
- Harry Shannon : Capt. Rogers
- Emil Rameau : Alfred Stern
- Samuel S. Hinds : Dr. Weber
- Lillian Fontaine : Aunt Melinda
- Janet Shaw : Penny
- Houseley Stevenson : George
- Charles Wagenheim : Jim